# Diastictis holguinalis
Diastictis holguinalis là một loài bướm đêm trong họ Crambidae.